# Логорски јеж (лист)
Логорски јеж : лист за наивне Kriegsgefangene   настао је у заробљеничком логору „C” и „D”  у Оснабрику, током Другог светског рата. Излазио је од априла до октобра 1944. године,  у два рукописна примерка.  У основи иницијативе покретања часописа  била је вера у скору и коначну победу над снагама фашизма. На картону различитог  формата, текст исписивало више руку; илустрације рађене тушевима у боји и акварел техници.

## Историјат
Логорски јеж : лист за наивне Kriegsgefangene   је назив часописа. Kriegsgefangene на немачком значи ратни заробљеници, тако да у преводу наслов  би био „Логорски јеж : лист за наивне ратне заробљенике“. У Оснабрику, у једном од највећих логора за ратне заробљенике у Другом светском рату, заробљени српски официри, припадници бивше југословенске војске, уз помоћ осталих логораша, покренули су 8. априла 1944. године рукописне новине „Логорски  јеж“.  Кроз наслов, иницијатори листе желели су да нагласи да ће њихови политички ставови и поруке бити у континуитету са „Ошишаним  јежем“. Током Другог светског рата излазили су Логорски јеж и Бодљикави јеж у  Оснабрику, у једном од највећих заробљеничких логора Другог светског рата.  Заробљени српски официри, припадници бивше Југословенске војске, под уредништвом апотекара и аматерског сликара Бранка Краиновића, уз сарадњу Драгомира Шарла Живковића, покренули су 8. априла 1944. године Логорски јеж.  Самим називом листа покретачи су желели да истакну континуитет њихових политичких ставова са прилозима предратног Ошишаног јежа. У заробљеништву је Логорски јеж  рађен руком у тиражу од четири истоветна примерка. Укупно је штампано шест бројева.  

### Тематика
- Ратне новости
- Домаће вести
- Духовити прилози и карикатуре
- Књижевне стране
- Логорска хроника
- Личне и породичне вести
- Изјаве

### Рубрике
- Политички преглед
- Војни преглед,
- Војна критика
- Вести из иностранства
- Кроз логор,
- Из старешинства
- Јежев Сановник
- Нове књиге
- Радио
- Лекарски савети
- Савети читаоцима
- Епитаф
- Наши портрети [1]

## Галерија
- Карикатура у листу Логорски јеж, број 1, од 8 октобара 1944. године
- Карикатура у листу Логорски јеж, број 5, од октобар 1944. године